# Wissam al-Tawil
Wissam al-Tawil (arabe : وسام الطويل), également connu sous le nom de Wissam Tawil ou Jawad al-Tawil (arabe : جواد الطويل), né en 1970 et décédé le 8 janvier 2024, est un combattant libanais et commandant supérieur de la force Radwan du groupe religieux islamiste paramilitaire Hezbollah. Il est tué à Majdel Selm, au Liban, par une frappe aérienne israélienne lors d'affrontements frontaliers entre Israël et le Hezbollah.

## Carrière militaire
Né en 1970, al-Tawil rejoint le Hezbollah en 1989 et s'engage dans de nombreuses attaques contre les forces israéliennes et leurs alliés libanais pendant le conflit du Sud-Liban. Il participe au raid transfrontalier du Hezbollah en 2006 (en) qui conduit à la capture de deux soldats israéliens, Eldad Regev et Ehud Goldwasser.
Durant la guerre civile syrienne, al-Tawil joue un rôle clé en soutenant le gouvernement syrien dirigé par Bachar el-Assad. Il participe également à la prise de pouvoir des Houthis au Yémen, facilitant le transfert de missiles à longue portée pour l'organisation armée,.
Au moment de sa mort, il occupe le poste de commandant adjoint au sein de l'unité d'élite Radwan du Hezbollah. Selon Israël, il est le responsable de l'attaque contre la base aérienne israélienne du Mont Méron, survenue deux jours avant son assassinat.

## Mort
Le 8 janvier 2024, al-Tawil est tué par une frappe aérienne israélienne visant un véhicule dans le village de Majdel Selm au Liban. Une autre personne est également tuée lors de la frappe. Selon un responsable de la sécurité, son assassinat constitue un « coup douloureux » pour le Hezbollah. Au 8 janvier, il est le plus haut responsable du Hezbollah tué lors du conflit Israël-Hezbollah de 2023. Selon certains médias arabes, il serait le beau-frère de Hassan Nasrallah, le secrétaire général du Hezbollah.
En réponse à l'assassinat d'al-Tawil, le Hezbollah lance le lendemain une attaque de drones contre le quartier général du Commandement du Nord israélien à Safed, situé à environ 20 km de la frontière.